# Villa Constitución
Villa Constitución es una ciudad argentina ubicada en el sudeste de la provincia de Santa Fe. Es la cabecera del Departamento Constitución. Se encuentra a 229 km de la ciudad de Santa Fe, a 59 km de Rosario y a 17 km de San Nicolás de los Arroyos. Su acceso se ubica sobre el km 246 de la Autopista Buenos Aires - Rosario Tte. Gral. Valle.

## Geografía
Villa Constitución se encuentra localizada en el departamento Constitución. Asimismo, se sitúa al norte del límite interprovincial con la provincia de Buenos Aires, a 22 m s. n. m., siendo vecina de la ciudad bonaerense de San Nicolás de los Arroyos.

## Vías de acceso

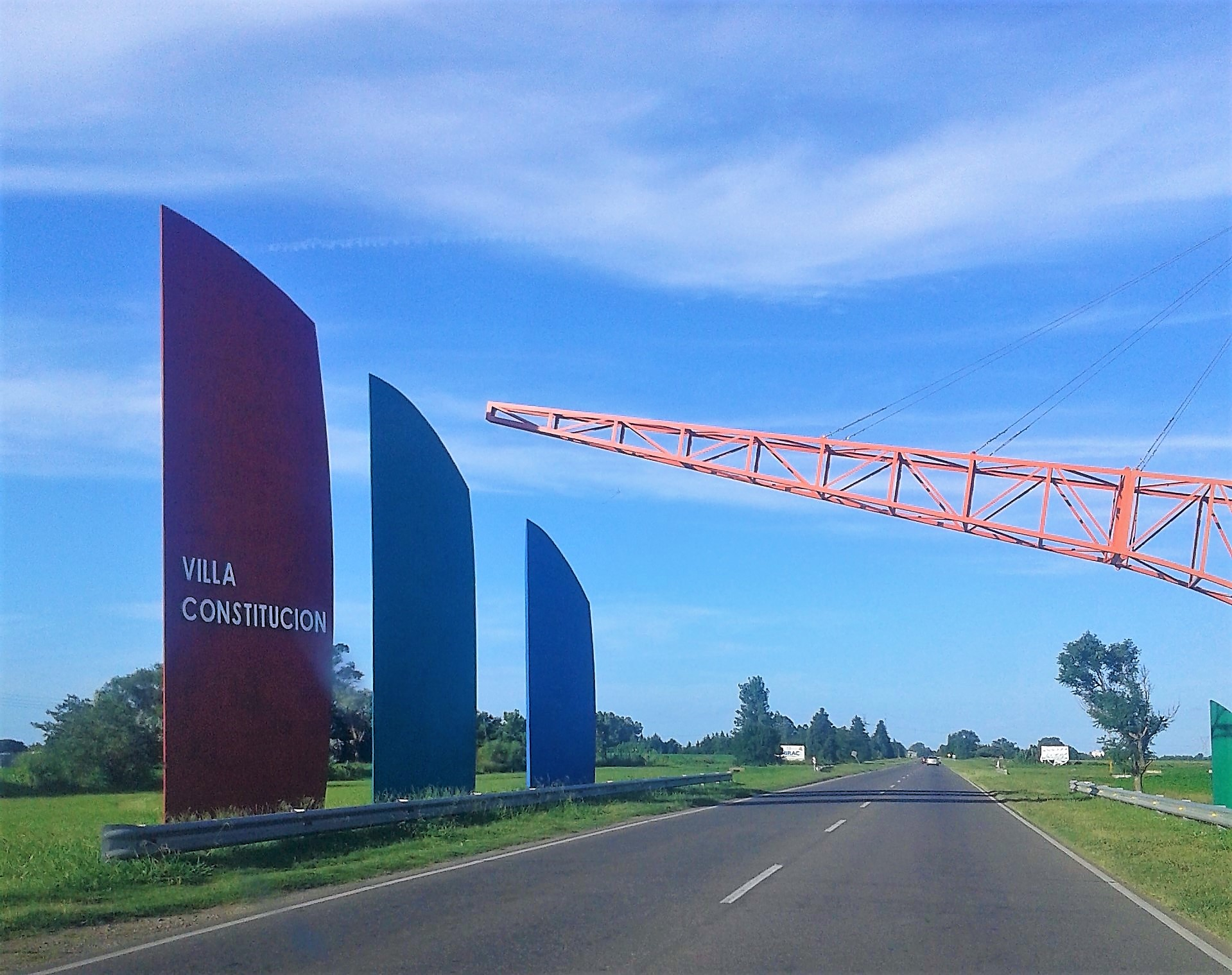
Entrada de Villa Constitución

- Desde el sur por RP 21 desde San Nicolás de los Arroyos, provincia de Buenos Aires.
- Desde el sur por RN 9 (Autopista Gral Valle].
- Desde el norte por RN 9 (Autopista Gral Valle ].
- Desde el norte por RP 21.
- RP 90, Camino de Chapuy
- Puertos sobre el río Paraná, 3 puertos de ultramar y 1 puerto de cabotaje.
- Pista de aterrizaje en el predio de Acindar.
- Ramal del Ferrocarril General Bartolomé Mitre, que conecta esta localidad con Empalme Villa Constitución (sin operaciones) y con el sur de Santa Fe y Córdoba.

## Clima
Veranos templados y húmedos, típico del litoral sur santafesino. Inviernos no muy fríos y húmedos.

## Historia
En 1950, cuando Villa Constitución fue declarada ciudad, era una población que crecía al compás del auge industrial iniciado en el último lustro de la década precedente. Pero hasta mediados de la década de 1940 era solo "una pequeña población cuyo ejido urbano se halla concentrado en torno al complejo ferrocarril-puertos, donde existe un grupo social en el que prevalecen numéricamente los obreros portuarios, completándose con una pequeña clase media, compuesta por personal administrativo público y privado, comerciantes acomodados y algunos profesionales" (1). A los que se sumaban "unas pocas familias encumbradas, cuyo prestigio social se basaba en el hecho de haber sido los primeros pobladores. En torno a ese núcleo se extiende una zona de quintas, cuya población -propietarios y peones- se dedican al cultivo de huertas para el abastecimiento el 'pueblo'" (2).
En 1947 se realiza un censo nacional, el cual revela que por entonces el distrito Villa Constitución poseía una superficie de 100 km², con una población de 9.183 habitantes, de los cuales 6.203 vivían en la zona urbana y 2.980 en la rural. Con una pequeña superioridad femenina, ya que el 50,77 por ciento eran mujeres, y el 49,23 por ciento, varones.
Hasta ese momento la localidad, gracias a su estratégica ubicación (puerto de ultramar conectado por vías férreas y caminos), había encajado perfectamente en el modelo agroexportador delineado por la política de la división internacional del trabajo, a la que había adherido fervientemente la oligarquía que condujo los destinos del país en los primeros años de su organización.

### Crecimiento industrial
Por tal motivo entre Villa y el área cerealera existía "una relación de dependencia mutua, dado que la primera es el centro comercial, legal y administrativo y, fundamentalmente es el puerto de salida del cereal; pero es el campo el que provee el elemento generador de la actividad portuaria" (3).
Pero llegando a 1950 este proceso se revierte en virtud de los asentamientos industriales que empiezan a darse en el distrito basándose en las mismas condiciones de infraestructura, es decir un fácil acceso a los mercados nacionales e internacionales, gracias al puerto, vías férreas y rutas. "También cuenta con una razonable oferta de mano de obra desocupada, que por un lado fue expulsada del puerto debido a la construcción de un elevador terminal de granos (1947)" (4), el cual eliminó la necesidad de estibadores por sus sistema de cintas transportadoras de cereal.
Por otro lado estaban los desocupados provenientes del campo "donde el crecimiento de los núcleos familiares aceleró el proceso de subdivisión de la tierra, restándole productividad" (5) sumándose a ello el avance de la mecanización. Estas condiciones locales crean el campo propicio para la concurrencia de capitales a la zona, dando lugar al asentamiento de fábricas tales como: Aceitera, CILSA y Acindar. (6)

### Aumento poblacional
Para tener una clara noción de cómo este crecimiento industrial se tradujo en un crecimiento poblacional basta con solo comparar los datos de los censos de 1914, 1947 y 1960. En 1914 Villa Constitución contaba con 3499 habitantes; 33 años después, en 1947 aumentó a poco más del doble, registrándose 9183 pobladores pero en tan solo 13 años la cifra trepó al doble, ya que en 1960 los villenses eran 18.918.
También es interesante observar como la población urbana fue creciendo en detrimento de la rural: en 1914 el 56,24 % de los censados vivía en la zona urbana (1531), en 1947 era el 67,54 (6203) y en 1960 el 76,54 (14.480). Obviamente este aumento se produjo por la masiva afluencia de mano de obra procedente tanto de la zona como de distintas provincias, fundamentalmente del litoral y del noroeste argentino, que llegaban para incorporarse a las plantas fabriles o los talleres metalúrgicos que crecían a la par de estas.
"Esto genera una importante demanda de espacio, para cubrir las necesidades habitacionales de este nuevo grupo en constante crecimiento, que se resuelve loteando los terrenos próximos a los centros industriales, llevando a la ciudad a extenderse en forma dispersa y con localizaciones aisladas de baja densidad, notándose un desplazamiento de la concentración poblacional primitiva en torno al complejo ferrocarril-puerto, hacia la zona industrial". (7). De esta manera se multiplicaron los barrios, en un florecimiento anárquico y sin plan urbanístico alguno, carencia que generó y genera aún, grandes inconvenientes, para el ordenamiento de la ciudad y la realización de obras públicas.
Junto a ello se evidencia un desarrollo del comercio y de los servicios dirigido al creciente mercado, así aparece una amplia oferta de negocios y se abren oficinas públicas, bancos, escuelas, transportes, entre otros similares. "Todo esto modifica las pautas de comportamiento social del hombre villense, quien amplia su ámbito de relaciones, las que se inician en la fábrica y se extienden a organizaciones sindicales y barriales de tipo cultural, recreativo y deportivo". (8)

(1) Historia Regional N.º 11. "Asentamientos industriales en Villa Constitución. Autores: Silvana López, Jorge Martín, Elida Regis. Instituto Superior de Profesorado Nº 3 "Eduardo Laferriere". Departamento de Historia. Villa constitución 1992. (2) Ib. op. cit. (3) Ib. op. cit. (4) Ib. op. cit. (5) Ib. op. cit. (6) Ib. op. cit. (7) Ib. op. cit. (8) Ib. op. cit.

### Declaración de ciudad
A fines de la década de 1940, Villa comenzaba a crecer vertiginosamente impulsada por los asentamientos industriales. Es en ese momento de ebullición, de confianza en un desarrollo constante, que en junio de 1949 el senador por el Departamento Constitución, José Di Donati presenta en la legislatura provincial un proyecto de minuta de comunicación dirigida al ejecutivo santafesino solicitando se realizara un censo de la población villense para que esta localidad fuera elevada al categoría de ciudad.
El legislador afirmaba por entonces que Villa Constitución estaba perfectamente encuadrada dentro del Art. 131 de la Constitución Provincial que fijaba el número de 8.000 hab. para ser declarada ciudad. La solicitud del legislador fue aceptada y tras la realización del censo, el 21 de julio de 1950 la legislatura sancionó la Ley N.º 3714, por la cual se declaraba a Villa Constitución "ciudad".
Una vez sancionada y promulgada la ley (el 28 de julio) se fijó el 23 de septiembre del mismo año como fecha de consagración oficial, pero circunstancias climáticas adversas llevaron a que el acto oficial, encabezado por el gobernador de Santa Fe Ing. Juan Hugo Caesar, recién se concretara el 1 de octubre.
Pese a ello el 23 de septiembre asumió como intendente municipal Roberto Tizi, acompañándolo como secretario de Gobierno, Alberto Tomlinson. La Comisión Administradora que marcaba la ley quedó integrada de la siguiente manera: presidente: Nicasio Blasco; vicepresidentes 1.º y 2.º: Sebastián Bonica y Juan Salvarezza, respectivamente. Concejales: Carlos Calegari y Eduardo Maggioni. Secretario: Luis Jorge Galassi.

### El Villazo
El 16 de marzo de 1974, doce mil personas celebraron en la plaza San Martín de Villa Constitución algo más que una mera victoria gremial, social y política. Culminaba así una larga lucha de los obreros metalúrgicos y se iniciaba un proceso esperanzador de cambios que sería abortado violentamente un año después. Esos episodios son conocidos en la historia argentina bajo el nombre del Villazo.

### Historia contemporánea
Para julio de 2020, se detectaron sesenta y siete casos por COVID-19 tras la pandemia de la enfermedad por coronavirus.

## Economía
Industrias siderúrgicas, metalúrgicas; puerto de aguas profundas; agricultura y comercio.

## Museos
- Museo Municipal Histórico y Regional "Santiago Lischetti" - Acevedo 670.

"Museo y Paseo Ferroviario"- Estación ferroviaria Barrio Talleres.

## Bibliotecas
- Biblioteca Popular Manuel Belgrano
- Biblioteca Popular María Perrissol
- Biblioteca Popular Nicasio Oroño

## Parajes
- Reserva Isla del Sol
- Predio Cilsa

## Monumentos y lugares de interés
- Isla del Sol
- Puerto Cabotaje
- Predio EX-Cilsa

## Entidades Deportivas
- Club Atlético Riberas del Paraná - CARP
- Club Atlético Porvenir Talleres - CAPT
- Club Náutico Bartolomé Mitre - CNBM
- Club Náutico Villa Constitución - CNVC
- Club Social, Cultural y Deportivo Constitución - CSCyDC
- Club Social, Deportivo y Cultural San Lorenzo - CSDyCSL
- Club de Pescadores - CPVC
- Villa Rugby Club - VRC
- Club Atlético Sacachispas - CAS
- Citta Voley Club - CTA

## Festividades
- 14 de febrero: aniversario de la fundación de la ciudad
- 29 de junio: Fiesta del patrono San Pedro y San Pablo. Fogatas (Hogueras)
- Premios Estibador de Acero organiza Canal 4-Radio,Diario La Ciudad -Radio Show 94.7
- Reina Provincial del Acero.
- Maratón Nacional "Duilio Galligani" - en septiembre.
- Festival Folclórico - Pre-Cosquín.
- Feria del Libro.
- Expo Agro.
- Jornadas de la Juventud - Vacaciones de invierno. 5.º años de todas las escuelas de la ciudad.
- ExpoVilla.
- ExpoPablo (Colegio San Pablo).
- Festival de Cine "Visión Ribereña" .

## Medios de comunicación
- FM 91.9 Milenium Hit`s LRS 783
- Diario LA CIUDAD Villa Constitución
- Canal 4 Cablevision San Martín 944 Galería San Martín Primer piso
- Radio Frecuencia Show 94.7
- BigBang TV - PinoCuadrado Television

Visión Sur (productora de televisión)
- Diario EL SUR (Digital: elsurdiario.com.ar)
- RadioFlash 89.3
- Radio Frecuencia Show 94.7
- Radio Litoral FM 98.7
- FM 96.7 Radio Muriado
- FM Malvinas Argentinas 102.9
- FM 93.9 Tendencia Urbana
- FM 101.7 Zona
- FM 97.7 FM Cooperativa. COOPERAR 7 DE MAYO LTDA.
- CB Producciones (Productora de Radio y Audiovisuales)
- FM CB 97.3
- FM Open 103.5